# NGC 4394
NGC 4394 è una galassia a spirale barrata nella costellazione della Chioma di Berenice. È uno dei componenti dell'Ammasso della Vergine. Il suo nucleo galattico è del tipo a linee di emissione a bassa ionizzazione (LINER).

Si individua nelle immediate vicinanze di M85, 6' a est di questa (nell'immagine è la piccola galassia a sinistra); tuttavia, nessun legame intercorre tra le due galassie, trovandosi NGC 4394 molto più lontana. Si evidenzia bene con un telescopio da 150mm, nel quale appare nello stesso campo visivo di M85; i suoi bracci sono esili ed estesi molto al di fuori del nucleo, che appare compatto. Dista dalla Via Lattea circa 43 milioni di anni-luce.

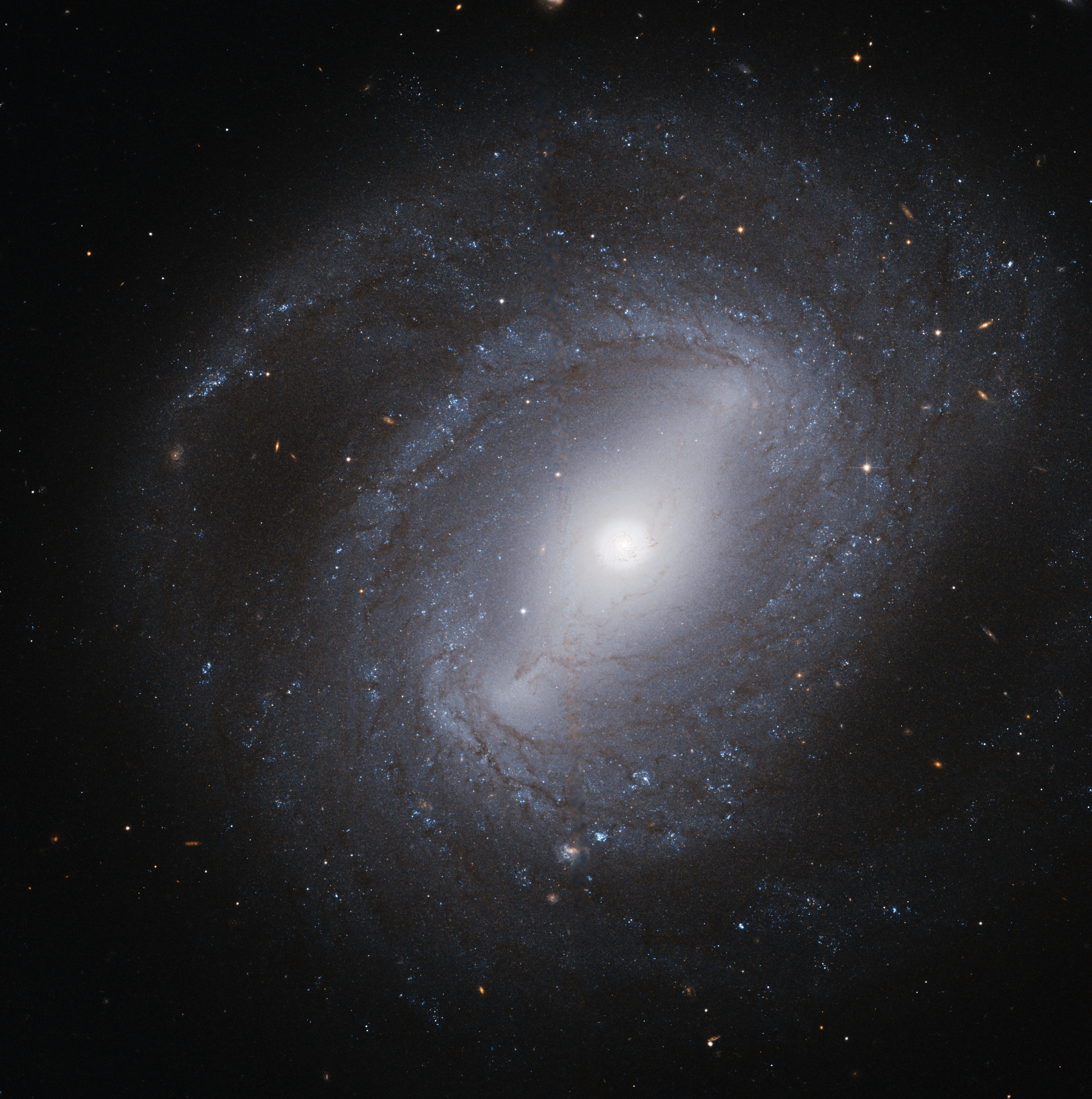
NGC 4394   (Telescopio spaziale Hubble)
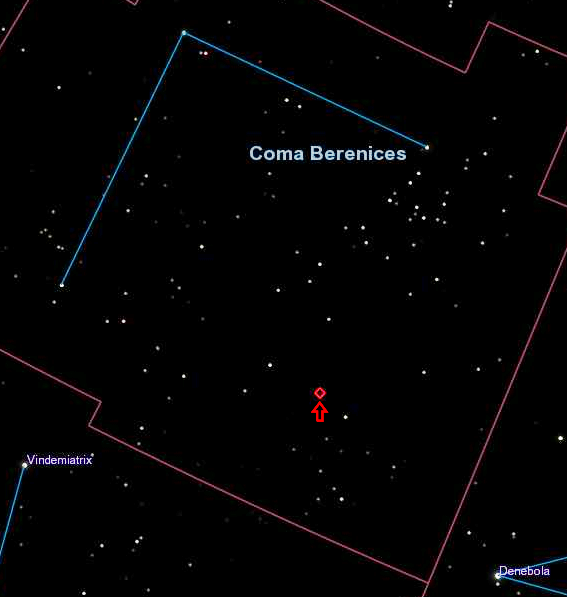
Mappa della Costellazione della Chioma di Berenice e localizzazione di NGC 4394
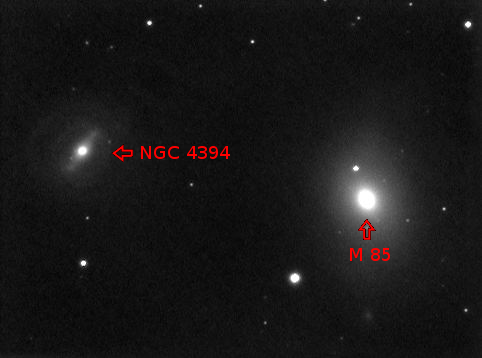
NGC 4384 e M85
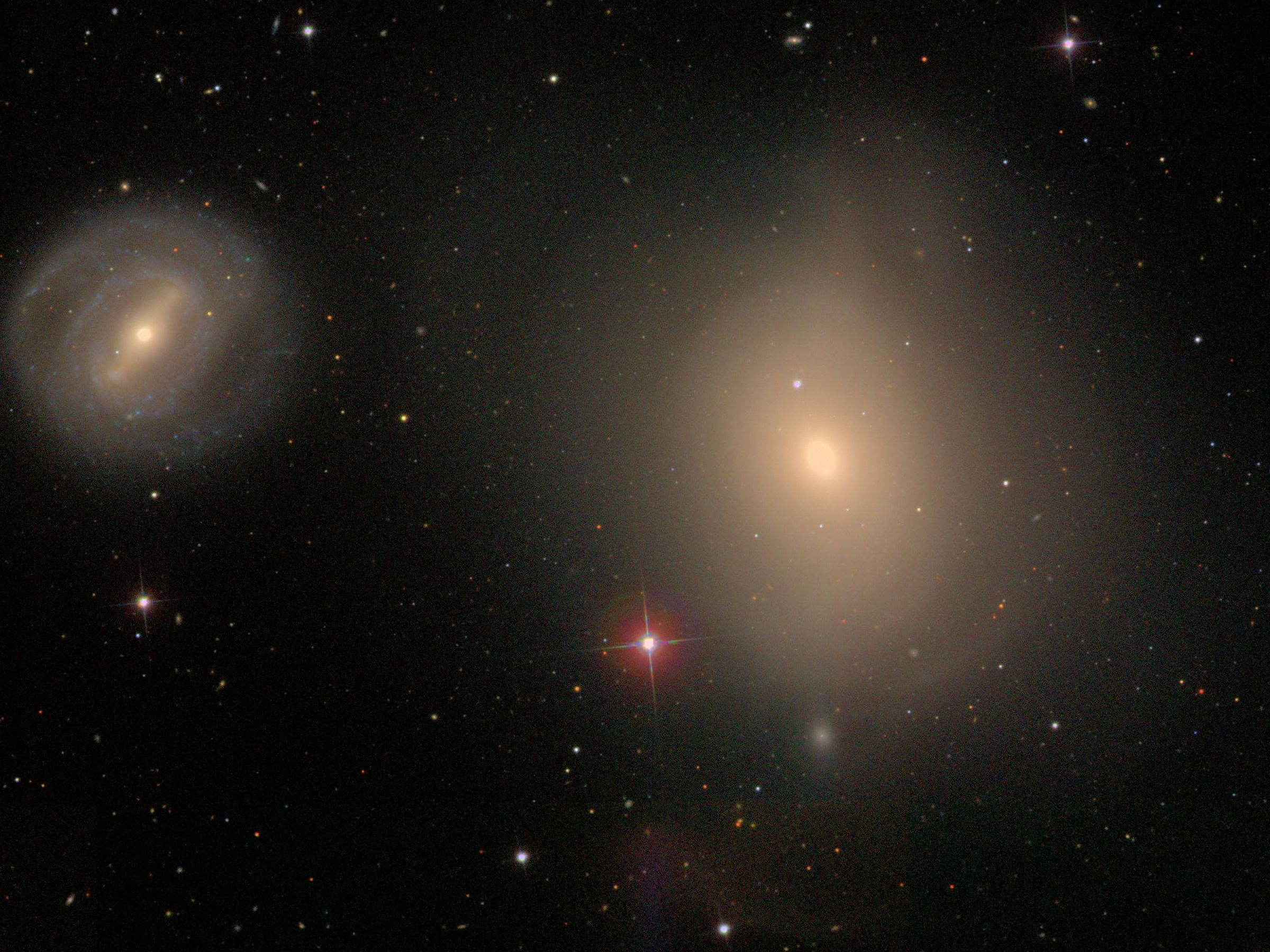
NGC 4394 e M85  (SDSS)